# Сарданьола-дал-Бальєс
Сарданьо́ла-дал-Бальє́с (кат. Cerdanyola del Vallès) - муніципалітет, розташований в Автономній області Каталонія, в Іспанії. Код муніципалітету за номенклатурою Інституту статистики Каталонії - 82665. Знаходиться у районі (кумарці) Бальєс-Уксідантал (коди району - 40 та VC) провінції Барселона, згідно з новою адміністративною реформою перебуватиме у складі Баґарії (округи) Барселона. За кількістю населення у 2007 р. місто займало 22 місце серед муніципалітетів Каталонії.

## Населення
Населення міста (у 2007 р.) становить 57.758 осіб (з них менше 14 років - 15,2%, від 15 до 64 - 72,7%, понад 65 років - 12,2%). У 2006 р. народжуваність склала 571 особа, смертність - 332 особи, зареєстровано 198 шлюбів. У 2001 р. активне населення становило 27.868 осіб, з них безробітних - 2.864 особи.

Серед осіб, які проживали на території міста у 2001 р., 33.978 народилися в Каталонії (з них 14.878 осіб у тому самому районі, або кумарці), 16.930 осіб приїхало з інших областей Іспанії, а 2.435 осіб приїхало з-за кордону. 

Університетську освіту має 14,3% усього населення. 

У 2001 р. нараховувалося 18.278 домогосподарств (з них 15,2% складалися з однієї особи, 26,5% з двох осіб,24,4% з 3 осіб, 25% з 4 осіб, 6,5% з 5 осіб, 1,7% з 6 осіб, 0,4% з 7 осіб, 0,1% з 8 осіб і 0,1% з 9 і більше осіб).

Активне населення міста у 2001 р. працювало у таких сферах діяльності : у сільському господарстві - 0,4%, у промисловості - 27,6%, на будівництві - 8,6% і у сфері обслуговування - 63,5%. 

 У муніципалітеті або у власному районі (кумарці) працює 19.099 осіб, поза районом - 16.836 осіб.

### Доходи населення
У 2002 р. доходи населення розподілялися таким чином :
| \| Доходи населення за статтями доходів \| Доходи населення за статтями доходів \| Доходи населення за статтями доходів \| \| Рік \| 2002 р. \| 2001 р. \| \| ------------------------------------ \| ------------------------------------ \| ------------------------------------ \| \| Заробітна платня \| 64,9% \| 66,4% \| \| Доходи від ведення бізнесу \| 23,5% \| 22,3% \| \| Соціальна допомога \| 11,6% \| 11,4% \| |         |         |
| Доходи населення за статтями доходів |         |         |
| Рік | 2002 р. | 2001 р. |
| Заробітна платня | 64,9%   | 66,4%   |
| Доходи від ведення бізнесу | 23,5%   | 22,3%   |
| Соціальна допомога | 11,6%   | 11,4%   |

### Безробіття
У 2007 р. нараховувалося 2.179 безробітних (у 2006 р. - 2.361 безробітний), з них чоловіки становили 40,5%, а жінки - 59,5%.

## Економіка
У 1996 р. валовий внутрішній продукт розподілявся по сферах діяльності таким чином :
| \| Валовий внутрішній продукт \| Валовий внутрішній продукт \| Валовий внутрішній продукт \| \| Рік \| 1996 р. \| 1991 р. \| \| -------------------------- \| -------------------------- \| -------------------------- \| \| Сільське господарство \| 0,2% \| 0,3% \| \| Промисловість \| 24,3% \| 31,2% \| \| Будівництво \| 8% \| 9,4% \| \| Послуги \| 67,6% \| 59,1% \| |         |         |
| Валовий внутрішній продукт |         |         |
| Рік | 1996 р. | 1991 р. |
| Сільське господарство | 0,2%    | 0,3%    |
| Промисловість | 24,3%   | 31,2%   |
| Будівництво | 8%      | 9,4%    |
| Послуги | 67,6%   | 59,1%   |

### Підприємства міста

#### Промислові підприємства
| \| Промислові підприємства міста, за сферою діяльності \| Промислові підприємства міста, за сферою діяльності \| Промислові підприємства міста, за сферою діяльності \| \| Рік \| 2002 р. \| 2001 р. \| \| --------------------------------------------------- \| --------------------------------------------------- \| --------------------------------------------------- \| \| Енергетичні та водні ресурси \| 0,5% \| 0,5% \| \| Хімія та метали \| 8,9% \| 8,6% \| \| Переробка металів \| 43% \| 43% \| \| Продукти харчування \| 4,1% \| 3,8% \| \| Текстиль \| 12,7% \| 12,4% \| \| Виробництво меблів, видання \| 23,3% \| 23,8% \| \| Інше \| 7,5% \| 8,1% \| \| Усього підприємств \| 416 \| 421 \| |         |         |
| Промислові підприємства міста, за сферою діяльності |         |         |
| Рік | 2002 р. | 2001 р. |
| Енергетичні та водні ресурси | 0,5%    | 0,5%    |
| Хімія та метали | 8,9%    | 8,6%    |
| Переробка металів | 43%     | 43%     |
| Продукти харчування | 4,1%    | 3,8%    |
| Текстиль | 12,7%   | 12,4%   |
| Виробництво меблів, видання | 23,3%   | 23,8%   |
| Інше | 7,5%    | 8,1%    |
| Усього підприємств | 416     | 421     |

#### Роздрібна торгівля
| \| Підприємства роздрібної торгівлі міста, за сферою діяльності \| Підприємства роздрібної торгівлі міста, за сферою діяльності \| Підприємства роздрібної торгівлі міста, за сферою діяльності \| \| Рік \| 2002 р. \| 2001 р. \| \| ------------------------------------------------------------ \| ------------------------------------------------------------ \| ------------------------------------------------------------ \| \| Продукти харчування \| 32,9% \| 34,3% \| \| Одяг та взуття \| 21% \| 21% \| \| Товари для дому \| 13% \| 12,5% \| \| Книги та періодичні видання \| 3,6% \| 3,3% \| \| Промислова хімічна продукція \| 7,8% \| 7,9% \| \| Продукція, пов'язана з транспортними засобами \| 3% \| 3,1% \| \| Інше \| 18,7% \| 17,9% \| \| Усього підприємств \| 806 \| 795 \| |         |         |
| Підприємства роздрібної торгівлі міста, за сферою діяльності |         |         |
| Рік | 2002 р. | 2001 р. |
| Продукти харчування | 32,9%   | 34,3%   |
| Одяг та взуття | 21%     | 21%     |
| Товари для дому | 13%     | 12,5%   |
| Книги та періодичні видання | 3,6%    | 3,3%    |
| Промислова хімічна продукція | 7,8%    | 7,9%    |
| Продукція, пов'язана з транспортними засобами | 3%      | 3,1%    |
| Інше | 18,7%   | 17,9%   |
| Усього підприємств | 806     | 795     |

#### Сфера послуг
| \| Підприємства міста, що працюють у сфері послуг, за діяльністю \| Підприємства міста, що працюють у сфері послуг, за діяльністю \| Підприємства міста, що працюють у сфері послуг, за діяльністю \| \| Рік \| 2002 р. \| 2001 р. \| \| ------------------------------------------------------------- \| ------------------------------------------------------------- \| ------------------------------------------------------------- \| \| Гуртова торгівля \| 12,1% \| 11,7% \| \| Готелі та готельний бізнес \| 17% \| 16,7% \| \| Транспорт та зв'язок \| 26,2% \| 27,2% \| \| Посередницькі фінансові послуги \| 3% \| 3,1% \| \| Послуги підприємствам \| 11,5% \| 10,8% \| \| Послуги фізичним особам \| 22,2% \| 22,8% \| \| Нерухомість та ін. \| 8,1% \| 7,7% \| \| Усього підприємств \| 2.033 \| 1.933 \| |         |         |
| Підприємства міста, що працюють у сфері послуг, за діяльністю |         |         |
| Рік | 2002 р. | 2001 р. |
| Гуртова торгівля | 12,1%   | 11,7%   |
| Готелі та готельний бізнес | 17%     | 16,7%   |
| Транспорт та зв'язок | 26,2%   | 27,2%   |
| Посередницькі фінансові послуги | 3%      | 3,1%    |
| Послуги підприємствам | 11,5%   | 10,8%   |
| Послуги фізичним особам | 22,2%   | 22,8%   |
| Нерухомість та ін. | 8,1%    | 7,7%    |
| Усього підприємств | 2.033   | 1.933   |

## Житловий фонд
У 2001 р. 7% усіх родин (домогосподарств) мали житло метражем до 59 м2, 50,8% - від 60 до 89 м2, 28,9% - від 90 до 119 м2 і
13,4% - понад 120 м2.

З усіх будівель у 2001 р. 41,8% було одноповерховими, 28,4% - двоповерховими, 15,9
% - триповерховими, 3,1% - чотириповерховими, 3,5% - п'ятиповерховими, 3,4% - шестиповерховими,
1,7% - семиповерховими, 2,2% - з вісьмома та більше поверхами.

## Автопарк
| \| Автомобілі, зареєстровані у місті, за призначенням \| Автомобілі, зареєстровані у місті, за призначенням \| Автомобілі, зареєстровані у місті, за призначенням \| \| Рік \| 2006 р. \| 2005 р. \| \| -------------------------------------------------- \| -------------------------------------------------- \| -------------------------------------------------- \| \| Приватні автомобілі \| 74,8% \| 75,4% \| \| Мотоцикли \| 9,5% \| 8,6% \| \| Вантажівки \| 12,7% \| 12,9% \| \| Трактори \| 0,5% \| 0,5% \| \| Автобуси та ін. \| 2,5% \| 2,6% \| \| Усього автомобілів \| 36.198 шт. \| 36.093 шт. \| |            |            |
| Автомобілі, зареєстровані у місті, за призначенням |            |            |
| Рік | 2006 р.    | 2005 р.    |
| Приватні автомобілі | 74,8%      | 75,4%      |
| Мотоцикли | 9,5%       | 8,6%       |
| Вантажівки | 12,7%      | 12,9%      |
| Трактори | 0,5%       | 0,5%       |
| Автобуси та ін. | 2,5%       | 2,6%       |
| Усього автомобілів | 36.198 шт. | 36.093 шт. |

## Вживання каталанської мови
У 2001 р. каталанську мову у місті розуміли 94,8% усього населення (у 1996 р. - 93,8%), вміли говорити нею 71,6% (у 1996 р. - 
69,4%), вміли читати 73,9% (у 1996 р. - 68,1%), вміли писати 47,5
% (у 1996 р. - 43,9%). Не розуміли каталанської мови 5,2%.

## Політичні уподобання
У виборах до Парламенту Каталонії у 2006 р. взяло участь 23.578 осіб (у 2003 р. - 26.650 осіб). Голоси за політичні сили розподілилися таким чином:
| \| Вибори до Парламенту Каталонії \| Вибори до Парламенту Каталонії \| Вибори до Парламенту Каталонії \| \| Рік \| 2006 р. \| 2003 р. \| \| -------------------------------------- \| ------------------------------ \| ------------------------------ \| \| Конвергенція та Єднання (CiU) \| 23,7% \| 22,1% \| \| Соціалістична партія Каталонії (PSC) \| 32,1% \| 37,3% \| \| Народна партія (PP) \| 11,5% \| 13,7% \| \| Ініціатива за зелену Каталонію (IC) \| 13,3% \| 13,1% \| \| Республіканська лівиця Каталонії (ERC) \| 9,9% \| 12,3% \| \| Громадянська партія (C's) \| 6,9% \| 0% \| \| Інші \| 2,5% \| 1,5% \| |         |         |
| Вибори до Парламенту Каталонії |         |         |
| Рік | 2006 р. | 2003 р. |
| Конвергенція та Єднання (CiU) | 23,7%   | 22,1%   |
| Соціалістична партія Каталонії (PSC) | 32,1%   | 37,3%   |
| Народна партія (PP) | 11,5%   | 13,7%   |
| Ініціатива за зелену Каталонію (IC) | 13,3%   | 13,1%   |
| Республіканська лівиця Каталонії (ERC) | 9,9%    | 12,3%   |
| Громадянська партія (C's) | 6,9%    | 0%      |
| Інші | 2,5%    | 1,5%    |

У муніципальних виборах у 2007 р. взяло участь 22.376 осіб (у 2003 р. - 25.655 осіб). Голоси за політичні сили розподілилися таким чином:
| \| Муніципальні вибори \| Муніципальні вибори \| Муніципальні вибори \| \| Рік \| 2007 р. \| 2003 р. \| \| -------------------------------------- \| ------------------- \| ------------------- \| \| Конвергенція та Єднання (CiU) \| 11,9% \| 15,4% \| \| Соціалістична партія Каталонії (PSC) \| 32% \| 31% \| \| Народна партія (PP) \| 9,7% \| 14,2% \| \| Ініціатива за зелену Каталонію (IC) \| 28,6% \| 25,2% \| \| Республіканська лівиця Каталонії (ERC) \| 4,1% \| 7,8% \| \| Громадянська партія (C's) \| 0% \| 0% \| \| Інші \| 13,7% \| 6,4% \| |         |         |
| Муніципальні вибори |         |         |
| Рік | 2007 р. | 2003 р. |
| Конвергенція та Єднання (CiU) | 11,9%   | 15,4%   |
| Соціалістична партія Каталонії (PSC) | 32%     | 31%     |
| Народна партія (PP) | 9,7%    | 14,2%   |
| Ініціатива за зелену Каталонію (IC) | 28,6%   | 25,2%   |
| Республіканська лівиця Каталонії (ERC) | 4,1%    | 7,8%    |
| Громадянська партія (C's) | 0%      | 0%      |
| Інші | 13,7%   | 6,4%    |